# East End Tigers FC
Der East End Tigers Football Club ist ein Fußballverein aus Tongo im westafrikanischen Sierra Leone. Der Verein spielt aktuell in der ersten Liga, der Sierra Leone Premier League.

## Stadion
Der Verein trägt seine Heimspiele im Tongo Field in Tongo aus. Die Sportstätte hat ein Fassungsvermögen von 2000 Personen.